# Pilotrichella rigida
Pilotrichella rigida är en bladmossart som först beskrevs av C. Müller, och fick sitt nu gällande namn av Bescherelle 1872. Pilotrichella rigida ingår i släktet Pilotrichella och familjen Meteoriaceae. Inga underarter finns listade i Catalogue of Life.